# Thierry Delmotte
Thierry Delmotte est un joueur de dames français, licencié au "Damier Toulousain" (dont il est l'actuel Président) et maître de conférences en mathématiques à l'université Toulouse III Paul Sabatier.
Il est le frère de Gilles Delmotte, et est Président Conseil Technique à la fédération française de jeu de dames.

## Palmarès
- Grand Maître National;
- Participation aux championnats du monde en 1992 et 2005;
- Participation aux championnats d'Europe en 2009;
- Champion de France National (seniors) en 2009 (à Mont-de-Marsan);
- Champion de France National (seniors) en 1994 (à Mâcon);
- Vice-champion de France National (seniors) en 1992;
- Champion de France juniors en 1989 et 1991;
- Champion de France cadets en 1987.